# Whitchurch (parish i Devon)
Whitchurch är en civil parish i Storbritannien.   Den ligger i grevskapet Devon och riksdelen England, i den södra delen av landet, 300 km väster om huvudstaden London. Orten Whitchurch ligger inte i Whitchurch civil parish, utan i Tavistock civil parish.